# Arctobius agelenoides
Genre
Espèce
Synonymes
- Amaurobius agelenoides Emerton, 1919

Arctobius agelenoides, unique représentant du genre Arctobius, est une espèce d'araignées aranéomorphes de la famille des Amaurobiidae.

## Distribution
Cette espèce se rencontre en zone holarctique, de la Scandinavie à la Sibérie et de l'Alaska au Nunavut.

## Description
Les mâles mesurent de 6 à 8 mm et les femelles de 7 à 10 mm

## Publications originales
- Emerton, 1919 : New spiders from Canada and the adjoining states, No. 2. Canadian Entomologist, vol. 51, p. 105-108 (texte intégral).
- Lehtinen, 1967 : Classification of the cribellate spiders and some allied families, with notes on the evolution of the suborder Araneomorpha. Annales Zoologici Fennici, vol. 4, p. 199-468.